# Canteloup (Calvados)
Canteloup – miejscowość i gmina we Francji, w regionie Normandia, w departamencie Calvados.
Według danych na rok 1990 gminę zamieszkiwało 180 osób, a gęstość zaludnienia wynosiła 78 osób/km² (wśród 1815 gmin Dolnej Normandii Canteloup plasuje się na 706. miejscu pod względem liczby ludności, natomiast pod względem powierzchni na miejscu 1081.).